# 愛的故事
《愛的故事》（英語：Love Story）是一部1970年上映的美國愛情電影，亞瑟·希勒執導，改編自編劇艾瑞克·席格爾1970年的同名小說《愛的故事》，並由雷恩·歐尼爾、艾莉·麥克勞、約翰‧馬利、雷·米倫領銜主演。電影描述一名哈佛生與一名拉德克利夫学院生的愛情故事。
此片在當年獲得1.36億元美金的票房，被評選維美國電影協會百大愛情片排名第九。

## 榮譽
- AFI百年百大愛情電影
- AFI百年百大電影台詞
- AFI百年百大電影[1]

## 外部連結
- 互联网电影数据库（IMDb）上《愛的故事》的资料（英文）
- TCM电影资料库上《愛的故事》的资料（英文）
- 豆瓣电影上《愛的故事》的資料 （简体中文）
- AllMovie上《愛的故事》的资料（英文）